# Преісторія

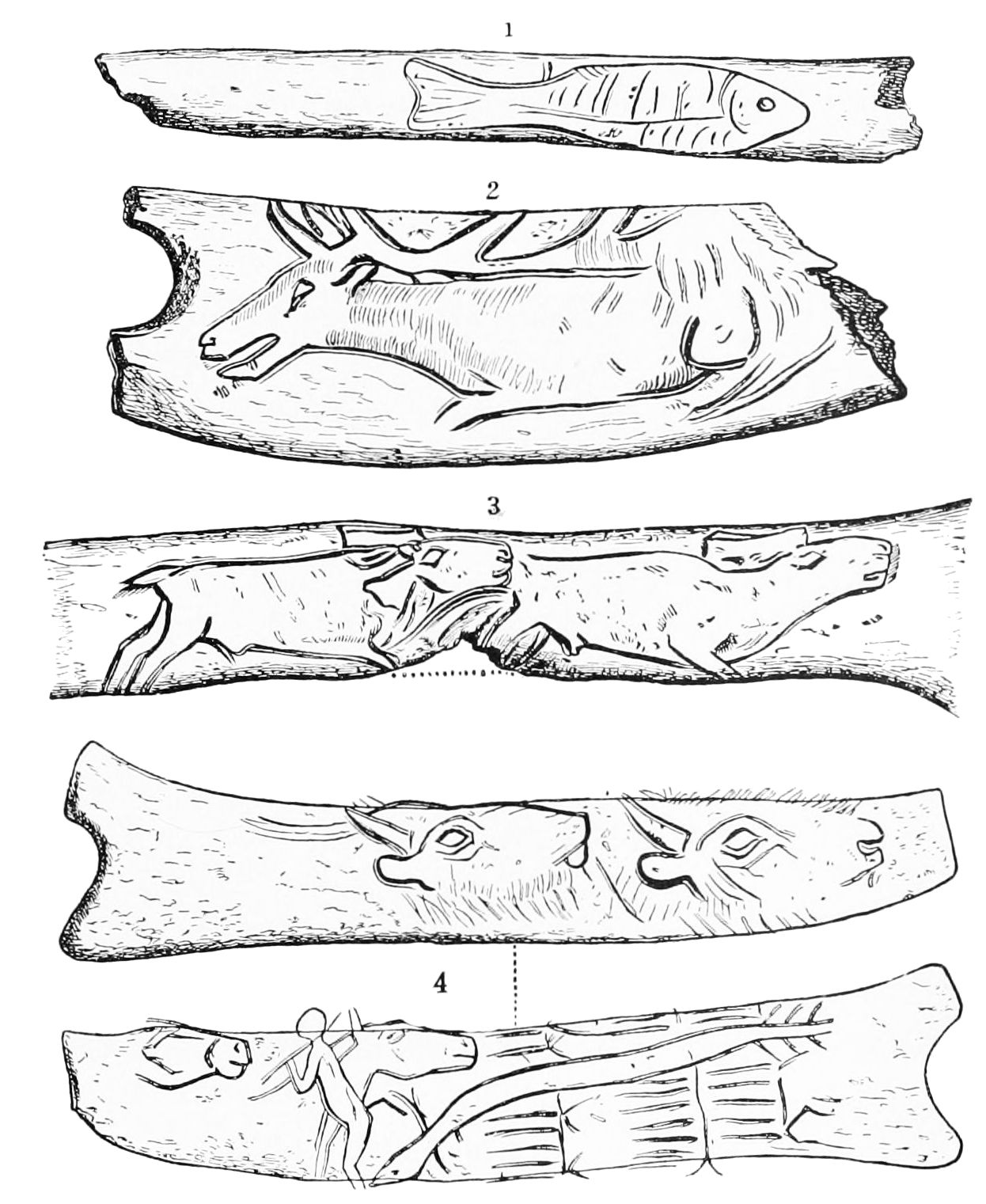
Гравіровані зображення тварин на Оленячі роги

Преісторія, також Доісторія,  Доісторичні часи — період історії людства між першим відомим використанням кам'яних знарядь гомінідами прибл. 3.3 мільйона років тому і початком писемної історії з винайденням  письменності. Люди почали використовувати символи, знаки та зображення дуже рано, але найдавніші відомі системи письма з'явилися прибл. 5200 років тому. Знадобилися тисячі років, щоб системи писемності набули широкого поширення; до 19 століття писемність поширилася майже в усіх культурах. Через це період преісторії закінчився у різних місцях в різний час, і цей термін рідше використовується, коли йдеться про суспільства, де преісторія закінчилася відносно недавно.
На початку бронзової доби Шумер у Месопотамії, цивілізація долини Інду та Стародавній Єгипет були першими цивілізаціями, які розробили власні писемності та зберігали історичні записи, а їхні сусіди наслідували їх. Більшість інших цивілізацій досягли кінця періоду преісторії протягом наступної залізної доби. Поділ преісторії на три епохи кам'яної доби, бронзової доби і залізної доби залишається вживаним для більшої частини Євразії та Північної Африки, але зазвичай не використовується для опису тих частин світу, де обробка твердих металів з'явилася раптово внаслідок контакту з Євразійськими культурами, а саме Океанії, Австралазії, великої частини Африки на південь від Сахари та частини Америки. За кількома винятками доколумбових цивілізацій в Америці, ці території не розвинули складні системи писемності до прибуття євразійців, тому їхня преісторія сягає відносно недавніх періодів; наприклад, 1788 рік зазвичай вважається кінцем преісторії Австралії.
Період, коли про культуру є письмові згадки зовнішніх джерел, але вона не розвинула власну систему письма, часто називають протоісторією культури. За визначенням, не існує письмових пам'яток преісторії людства, про преісторію можна дізнатися лише з матеріальних археологічних і антропологічних свідчень: доісторичних матеріалів і людських останків. Розуміння значення свідоцтв стає можливим насамперед завдяки збору фольклору та аналогії з дописьменними суспільствами, які спостерігаються в наш час. Основою розуміння доісторичних свідчень є датування, і надійні методи датування постійно розробляються з дев'ятнадцятого століття. Подальші свідчення надходять із реконструкції давніх розмовних мов. Новітніші методи включають криміналістичний хімічний аналіз для виявлення використання та походження матеріалів, а також генетичний аналіз кісток для визначення спорідненості та фізичних характеристик доісторичних людей.

## Короткий опис
Преісторія розглядається найчастіше як період історії людства між використанням перших кам'яних інструментів гомінінами 3,3 мільйони років тому та винаходом системи письма. Але на відміну від доісторії в рамках преісторії розглядаються події не пов'язані з людиною, наприклад, геологічна історія та основні етапів формування планети Земля. Теорія великого вибуху. Теорія руху літосферних плит. Основні сфери земної кулі. Кріосфера. Основні характеристики кліматичних умов плейстоцену та голоцену. Фауна та флора плейстоцену та голоцену.
Преісторія як науковий напрямок, окрема дисципліна виникає у другій половині ХІХ століття. Її становлення завдячує працям Д. Вільсона, Д. Лаббока, Ч. Лаєля, С. Нільсона, Е. Тайлора, Л. Моргана, К. Томсена, Й. Ворсо, Г. Мортільє, О. Монтеліуса. Джерелами преісторії археологія, палеогеографія, геоархеологія, палеоантропологія, археозоологія, етнографія, лінгвістика.
Дописемна історія охоплює палеоліт, мезоліт, неоліт, енеоліт, бронзова доба.
Преісторія переходить до протоісторії.

## Визначення

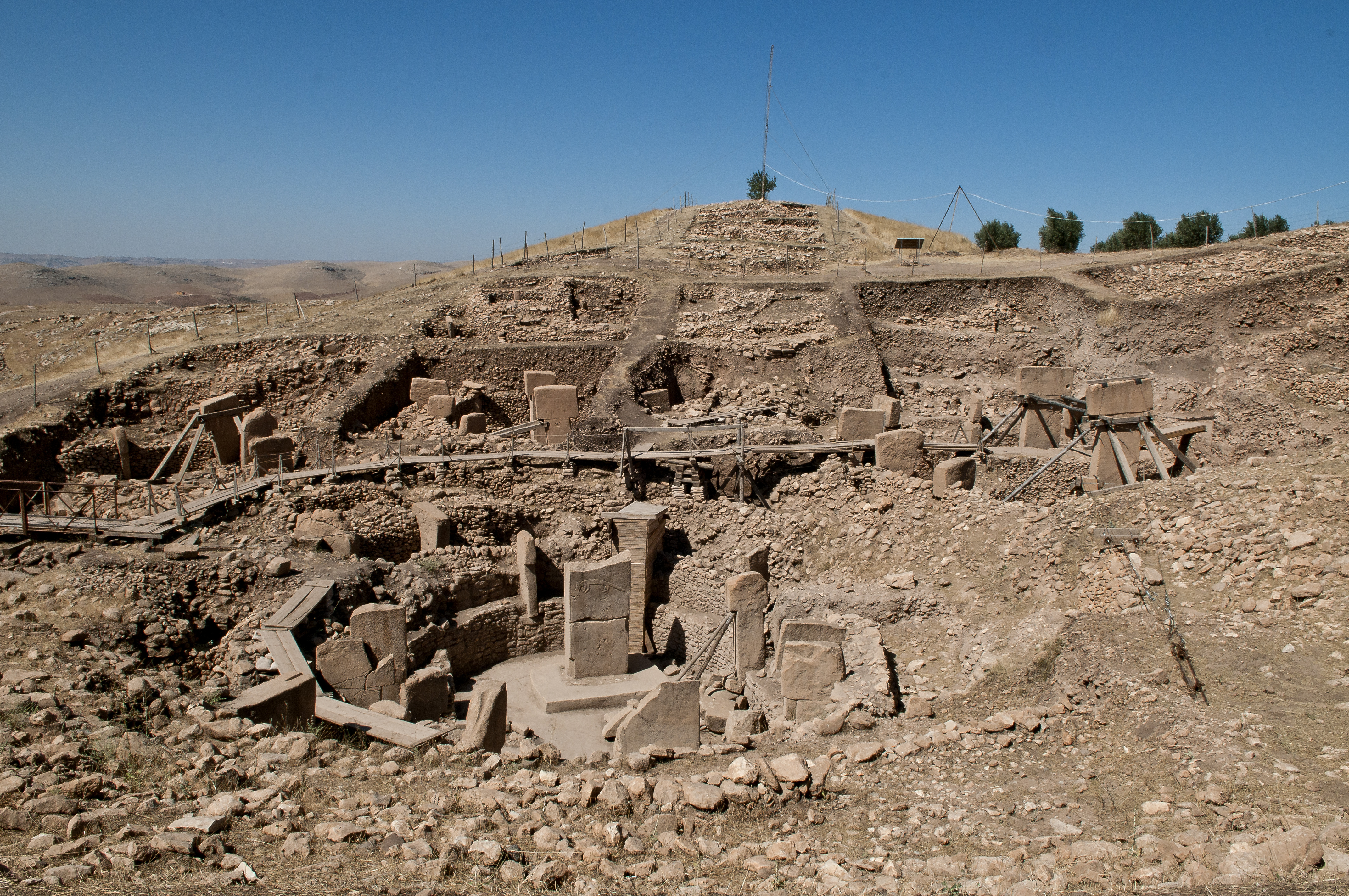
Масивні кам'яні стовпи Гебеклі-Тепе, на південному сході Туреччини, споруджені для ритуального використання людьми раннього неоліту 11 000 років тому

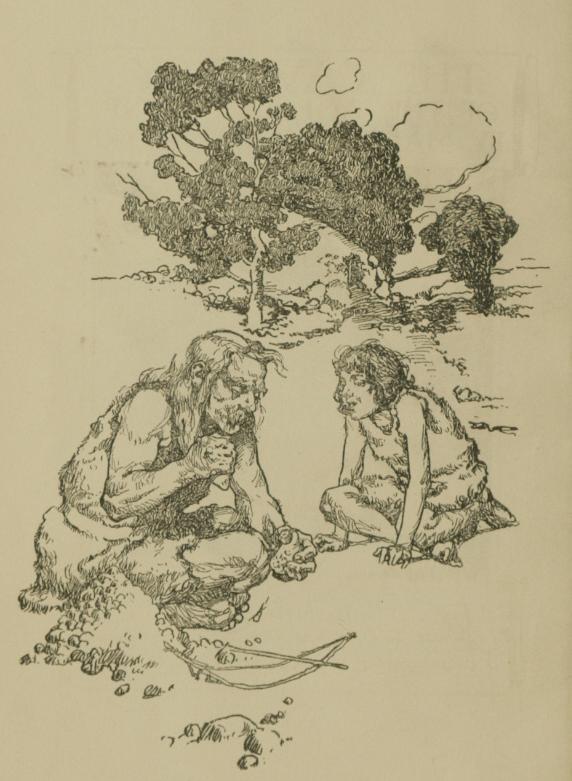
Ранній ескіз із зображенням дорослого та підлітка з доісторичних часів, які виготовляють кам’яне знаряддя

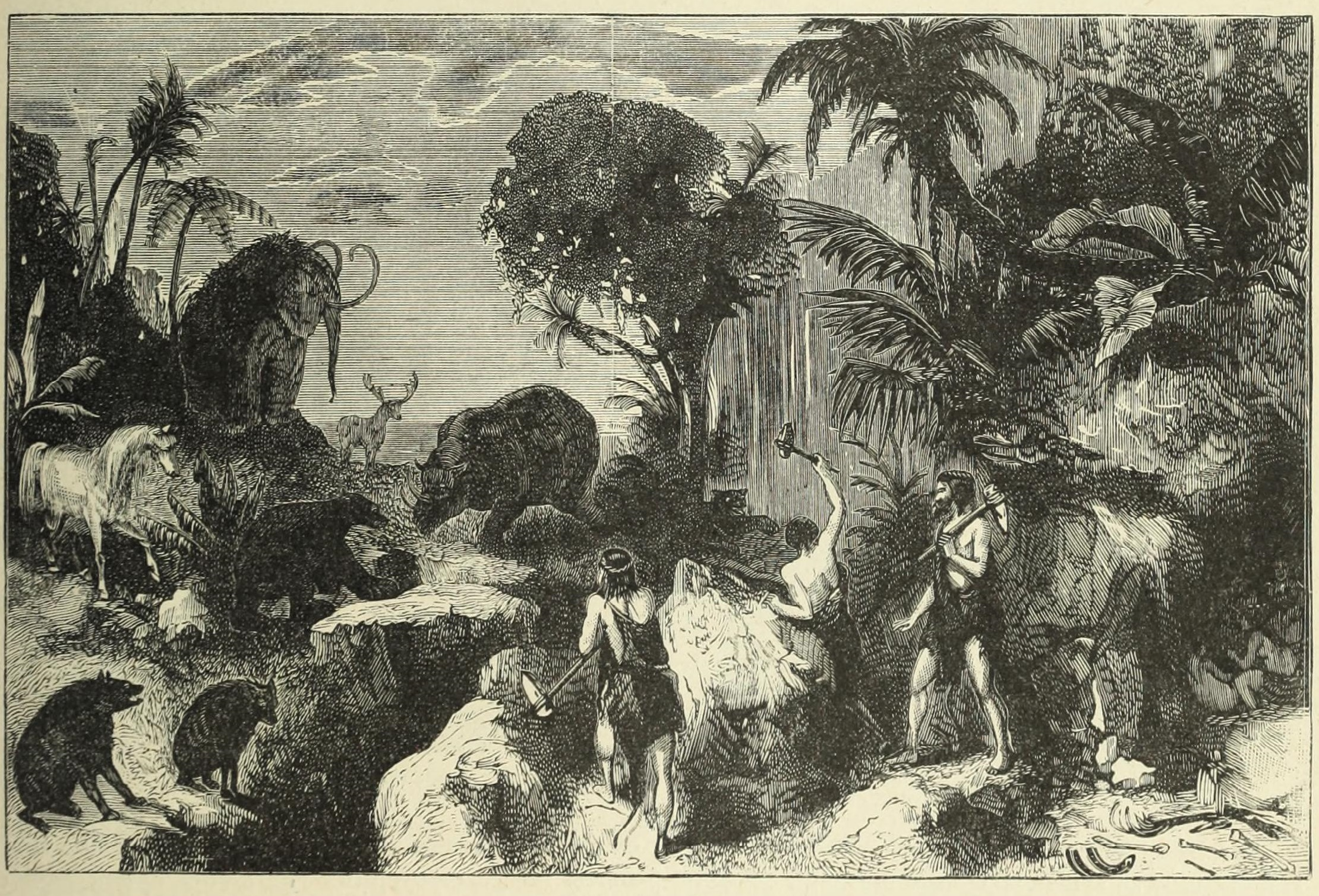
Уявлення дев'ятнадцятого століття про ранніх людей у незайманій природі

### Початок і закінчення
Вважається, що початок преісторії ознаменувався появою на Землі людиноподібних істот. Дата закінчення періоду зазвичай визначається як поява сучасних письмових історичних записів.
З цих причин обидві дати сильно відрізняються від регіону до регіону. Наприклад, в європейських регіонах преісторія не може починатися раніше прибл. 1.3 мільйона років тому, коли були виявлені перші ознаки присутності людини; проте в Африці та Азії знайдено стоянки, які датуються прибл. 2.5 і 1.8 мільйона років тому відповідно. Кінцева дата періоду також може різнитися залежно від дати, коли відповідні записи стають корисним академічним ресурсом. Наприклад загальновизнано, що у Єгипеті преісторія закінчилася приблизно в 3100 р. до н., тоді як у Новій Гвінеї кінець доісторичної ери встановлено набагато пізніше, у 1870-х роках, коли російський антрополог Микола Міклухо-Маклай провів кілька років серед корінних народів і описав їхній спосіб життя у вичерпному трактаті. У Європі відносно добре задокументовані класичні культури Стародавньої Греції та Стародавнього Риму мали сусідні культури, включаючи культури кельтів та етрусків, які майже не мали письменності. Історики обговорюють, яку вагу надавати часом упередженим описам цих протоісторичних культур у грецькій та римській літературі.

### Часові періоди
Поділяючи преісторію людини в Євразії на періоди, історики зазвичай використовують періодизацію, яка складається із трьох діб, тоді як дослідники періодів до появи людини зазвичай використовують чітко визначений геологічний літопис та його міжнародно визначену пластову основу в межах геологічної шкали часу. Періодизація, яка складається із трьох діб — це періодизація преісторії людства на три послідовні періоди часу, названі на честь переважаючих технологій виготовлення знарядь праці: кам'яна доба, бронзова доба та залізна доба. У деяких областях також мав місце перехідний період між кам'яною і бронзовою добою — енеоліт або мідна доба.
Про преісторію Америки див. доколумбова ера.

### Історія назви
Поняття «преісторія» з'явилося в епоху Просвітництва в роботах антикварів, які використовували слово «примітивний» для опису суспільств, що існували до письмових пам'яток. Слово «англ. prehistory» вперше з’явилося англійською мовою в 1836 році в політичному періодичному виданні Foreign Quarterly Review.
Геологічна шкала часу для опису періодів до появи людей та археологічна періодизація для опису преісторії людства була систематизована в кінці дев'ятнадцятого століття в роботі британських, німецьких і скандинавських антропологів, археологів і антикварів.

## Методи дослідження
Основним джерелом інформації про преісторію є археологія (розділ антропології), але деякі вчені починають більше використовувати дані природничих і соціальних наук.
Основними дослідниками преісторії людини є археологи та фізичні антропологи, які використовують розкопки, геологічні та географічні дослідження та інші наукові методи, щоб виявити та інтерпретувати природу та поведінку дописьменних і неписьменних народів. Генетики, які вивчають популяцію людини, та історичні лінгвісти також надають цінну інформацію. Культурні антропологи допомагають створити контекст для соціальних взаємодій, через які об'єкти людського походження циркулюють між людьми, дозволяючи аналізувати будь-який предмет, який зустрічається в контексті доісторичної людини. Таким чином, дані про преісторію надаються широкою різноманітністю природничих і соціальних наук, таких як антропологія, археологія, археоастрономія, порівняльна лінгвістика, біологія, геологія, молекулярна генетика, палеонтологія, палінологія, фізична антропологія та багато інших.
Преісторія людства відрізняється від історії не лише з точки зору її хронології, але й тим, як вона має справу з діяльністю археологічних культур, а не з окремими націями чи особами. Обмежена матеріальними процесами, останками та артефактами, а не письмовими записами, преісторія є анонімною. Через це терміни, які використовують преісторики, такі як «Неандерталець» або «Залізна доба» є сучасними ярликами з визначеннями, які іноді дискутуються.

## Кам'яна доба
Концепція «кам'яної доби» застосовується в археології більшої частини світу, хоча в археології американського континенту для цього періоду застосовують різні назви і він починається з літичного або  палеоіндійського періоду. Описані нижче поділи періоду використовуються для Євразії, причому для окремих її частин, а не для всієї території.

### Палеоліт

Запропонована карта ранніх міграцій людини, відповідно до мітохондріальної генетики популяцій, числа представляють тисячоліття до теперішнього часу (точність є спірною)

«Палеоліт» означає «давня кам'яна доба» і починається з першим використанням кам'яних знарядь праці. Палеоліт — найдавніший період кам'яної доби. Він починається з моменту найдавнішого відомого використання гомінідами кам'яних знарядь прибл. 3.3 мільйона років тому, і закінчується з завершенням плейстоцену прибл. 11,650 років тому.
Рання частина палеоліту називається нижній палеоліт (оскільки під час розкопок відповідні шари знаходяться під верхнім палеолітом), починаючи з найдавніших кам'яних знарядь, датованих приблизно 3,3 мільйона років тому на стоянці Ломекві в Кенії. Ці інструменти передували роду Homo і, ймовірно, використовувалися представниками виду Кеніантроп. Докази  освоєння вогню ранніми гомінідами в епоху нижнього палеоліту є невизначеними і мають у кращому випадку обмежену наукову підтримку. Найпоширенішим твердженням є те, що людина прямоходяча або людина працююча розводили багаття в період між 790 000 і 690 000 років тому на стоянці біля мосту доньок Якова, Ізраїль. Використання вогню дозволило раннім людям готувати їжу, забезпечувати себе теплом, мати джерело світла, відлякувати тварин уночі та медитувати.
Ранні Homo sapiens з'явились близько 300 000 років тому, започаткувавши середній палеоліт. Анатомічні зміни, що вказують на сучасну здатність користуватися мовою, також виникають під час середнього палеоліту. В епоху середнього палеоліту є перші чіткі докази використання людиною вогню. Пам'ятки в Замбії містять обвуглені колоди, деревне вугілля та обпалені рослини, датовані 180 000 років тому. Систематичне поховання померлих, музика, первісне мистецтво та використання все більш витончених багатокомпонентних знарядь є основними моментами середнього палеоліту.
Пізній палеоліт триває від 50 000 до 12 000 років тому, з першими організованими поселеннями та розквітом мистецтва.
Протягом усього палеоліту люди, як правило, були кочовими мисливцями-збирачами. Суспільства мисливців-збирачів як правило, були дуже малими та егалітарними, хоча суспільства мисливців-збирачів з багатими ресурсами або передовими методами зберігання їжі іноді розвивали осілий спосіб життя зі складними соціальними структурами, такими як вождівства і соціальна стратифікація. В деяких випадках могли бути встановлені зв'язки на великі відстані, як у випадку з «магістралями» корінних австралійців, відомими як дороги мрій.

### Мезоліт

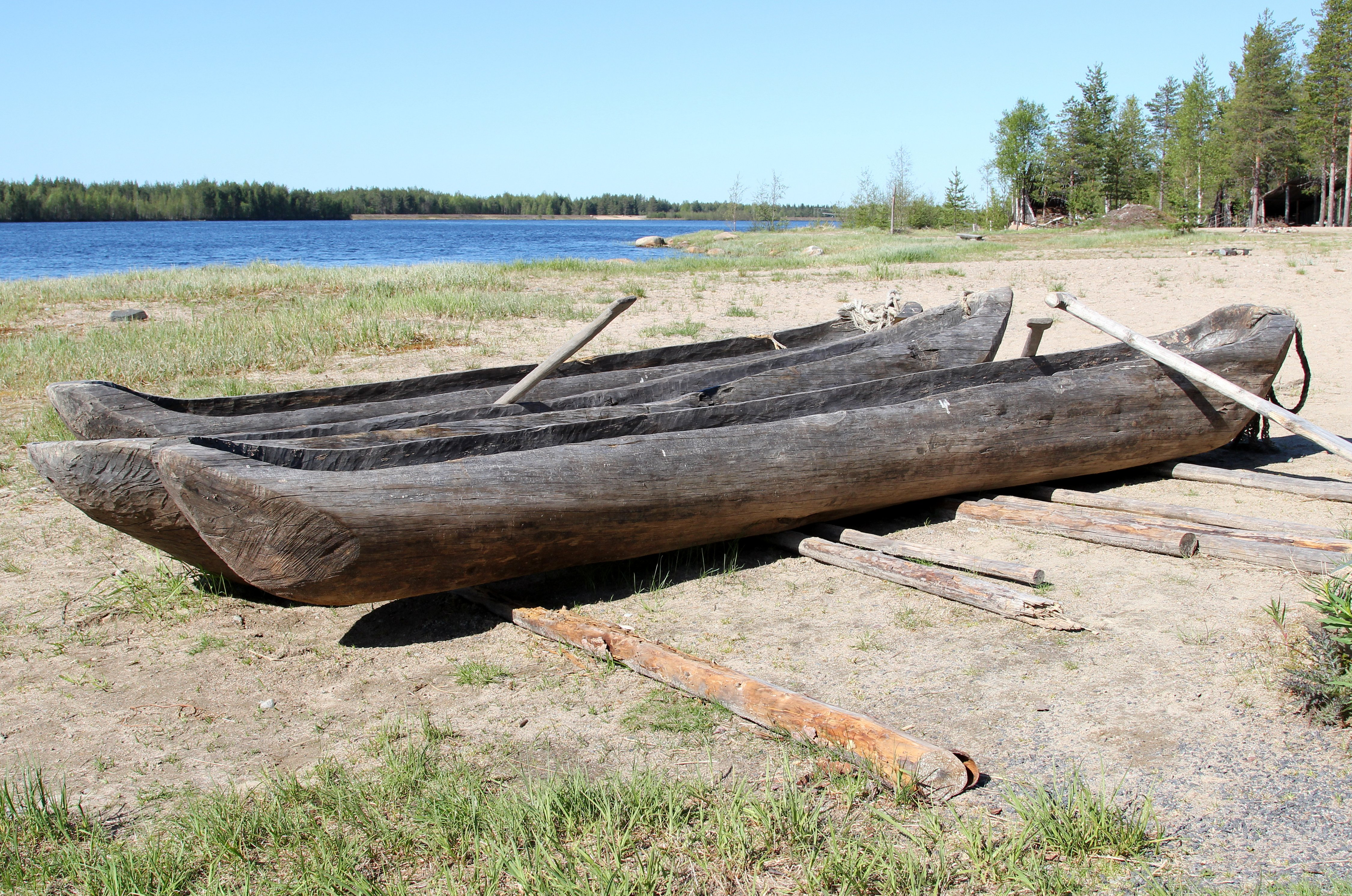
Човен-довбанка

Мезоліт, або середня кам'яна доба (від грец. mesos — 'середній', і lithos — 'камінь') — період у розвитку людської технології між палеолітом і неолітом.
Період мезоліту розпочався з відступом льодовиків наприкінці епохи плейстоцену, приблизно за 10 000 років до нашої ери, і закінчився появою сільського господарства, дата якого різнилася залежно від географічного регіону. У деяких районах, наприклад на Близькому Сході, сільське господарство вже було розвинене наприкінці плейстоцену, і в цьому регіоні період мезоліту короткий і погано виражений. У районах з обмеженим впливом льодовиків, перевагу надають терміну «Епіпалеоліт».
Регіони, які зазнали більшого впливу на навколишнє середовище після закінчення останнього льодовикового періоду мають набагато більш виражену епоху мезоліту, яка тривала тисячоліттями. У Північній Європі суспільства могли добре жити за рахунок багатих запасів їжі з болотистих угідь, чому сприяв тепліший клімат. Такі умови породили характерну людську поведінку, яка збереглася в матеріальних літописах, наприклад в маглемозькій та азільській культурах. Ці умови також затримали настання неоліту аж до 4000 р. до н. е. (6000 років тому) у Північній Європі.
Свідоцтва цього періоду нечисленні, і вони часто обмежуються побутовими відходами. У лісистих районах були виявлені перші ознаки вирубки лісів, хоча масштабні вирубки почалися лише в епоху неоліту, коли було потрібно більше місця для сільського господарства.
Мезоліт характеризується на більшості територій дрібними композиційними знаряддями з кременю: мікролітами та мікробурінами. У деяких місцях були знайдені рибальські снасті, кам'яні тесла, та дерев'яні предмети, такі як каное та луки. Ці технології, пов'язані з азільськими культурами, вперше з'явилися в Африці, перш ніж поширитися в Європу через іберомаврську культуру Північної Африки та культуру кебарану Леванту. Однак самостійне відкриття технологій також не виключено.

### Неоліт

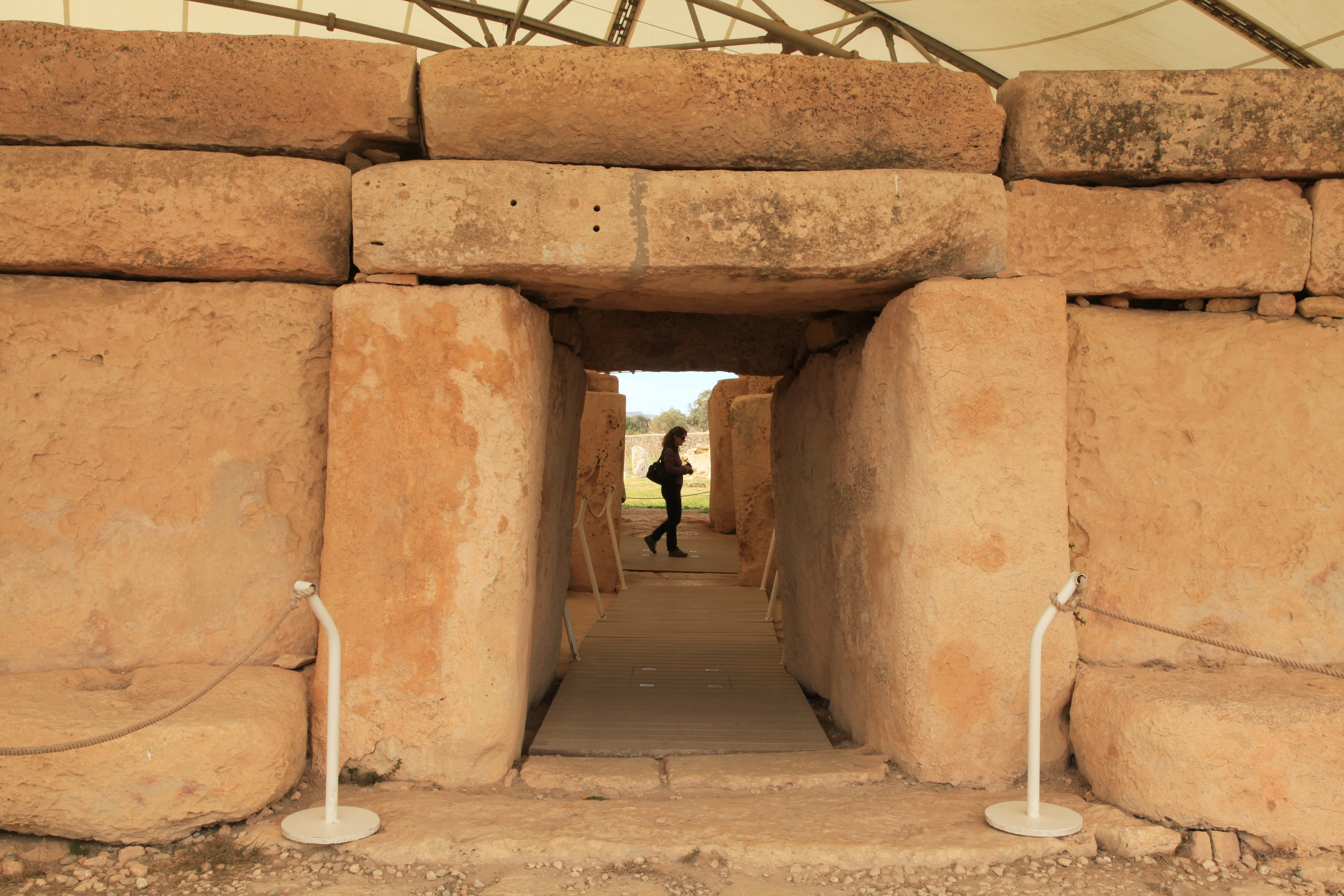
Вхід до храмового комплексу «Джгантія», Хаджар-Кім, Мальта, 3900 р. до н.е.

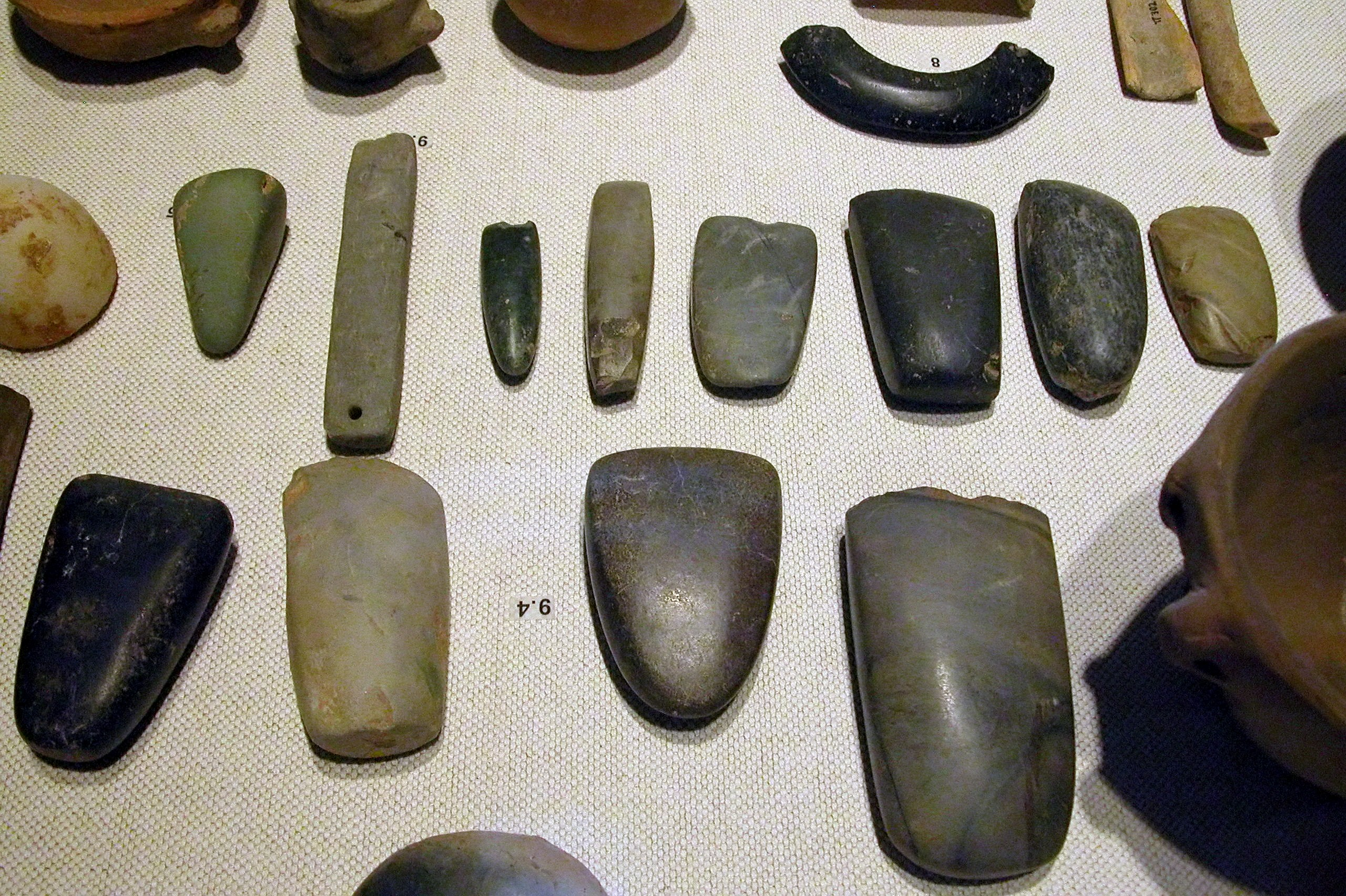
Ряд неолітичних артефактів, включаючи браслети, наконечники сокир, долота та інструменти для полірування. Неолітичні кам'яні артефакти за визначенням є полірованими і, за винятком спеціальних предметів, не мають сколів.

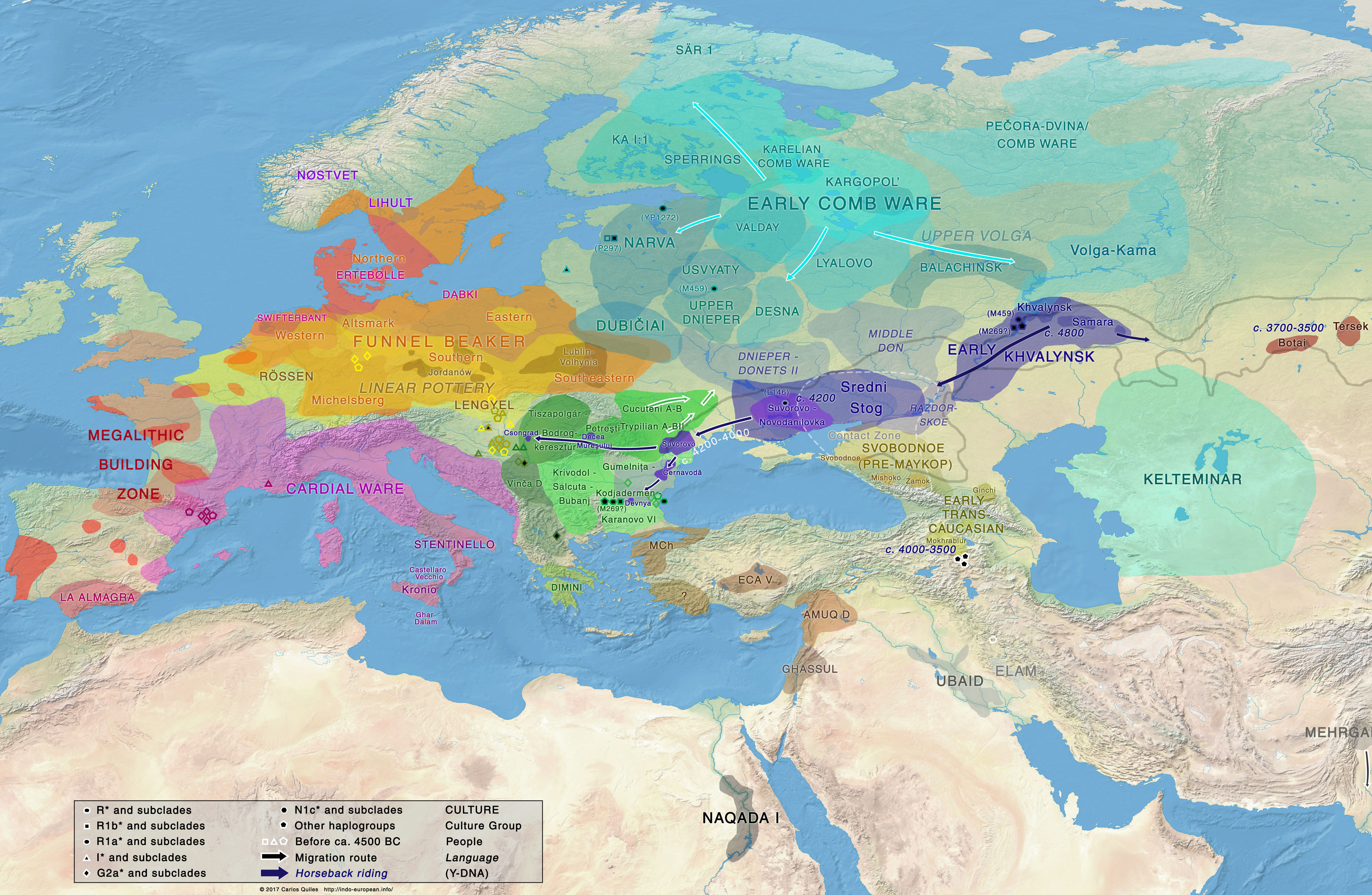
Міграції в Європі періоду неоліту бл. 5000–4000 років до н.е. Праіндоєвропейці середньостогівської культури були результатом генетичного змішування Східноєвропейські мисливці-збирачі і Кавказькі мисливці-збирачі мисливців-збирачів

«Неоліт», що означає «нова кам'яна доба», почався приблизно в 10 200 р. до н.е. в деяких частинах Близького Сходу (в інших частинах світу — пізніше) і закінчився між 4500 і 2000 р. до н.е. Хоча під час палеоліту існувало декілька видів людей, до неоліту залишився лише Homo sapiens sapiens. Це був період технологічного та соціального розвитку, який започаткував більшість основних елементів історичних культур, таких як приручення сільськогосподарських культур і тварин, створення постійних поселень і появу перших вождів. Епоха почалася з початком землеробства, яке призвело до «неолітичної революції». Неоліт закінчився, коли металеві знаряддя набули широкого поширення (у мідну або бронзову добу; а в деяких географічних регіонах — у залізну добу). Термін «неоліт» широко використовується в Старому Світі; його застосування до культур Американського континенту та Океанії ускладнюється тим фактом, що стандартний перехід від кам'яних до металевих знарядь, як це видно в Старому Світі, неявно виражений.
Сільське господарство раннього неоліту обмежувалося вузьким діапазоном рослин, як диких, так і одомашнених, що включало однозерну пшеницю, просо та спельту, а також утримання собак, овець і кіз. Приблизно до 6900–6400 рр. до н.е. сільське господарство включало одомашнення великої рогатої худоби та свиней, заснування постійних або сезонних поселень і використання гончарного посуду. У період неоліту з'явилися ранні села, сільське господарство, одомашнення тварин, знаряддя праці та почалися найдавніші зареєстровані випадки війни.

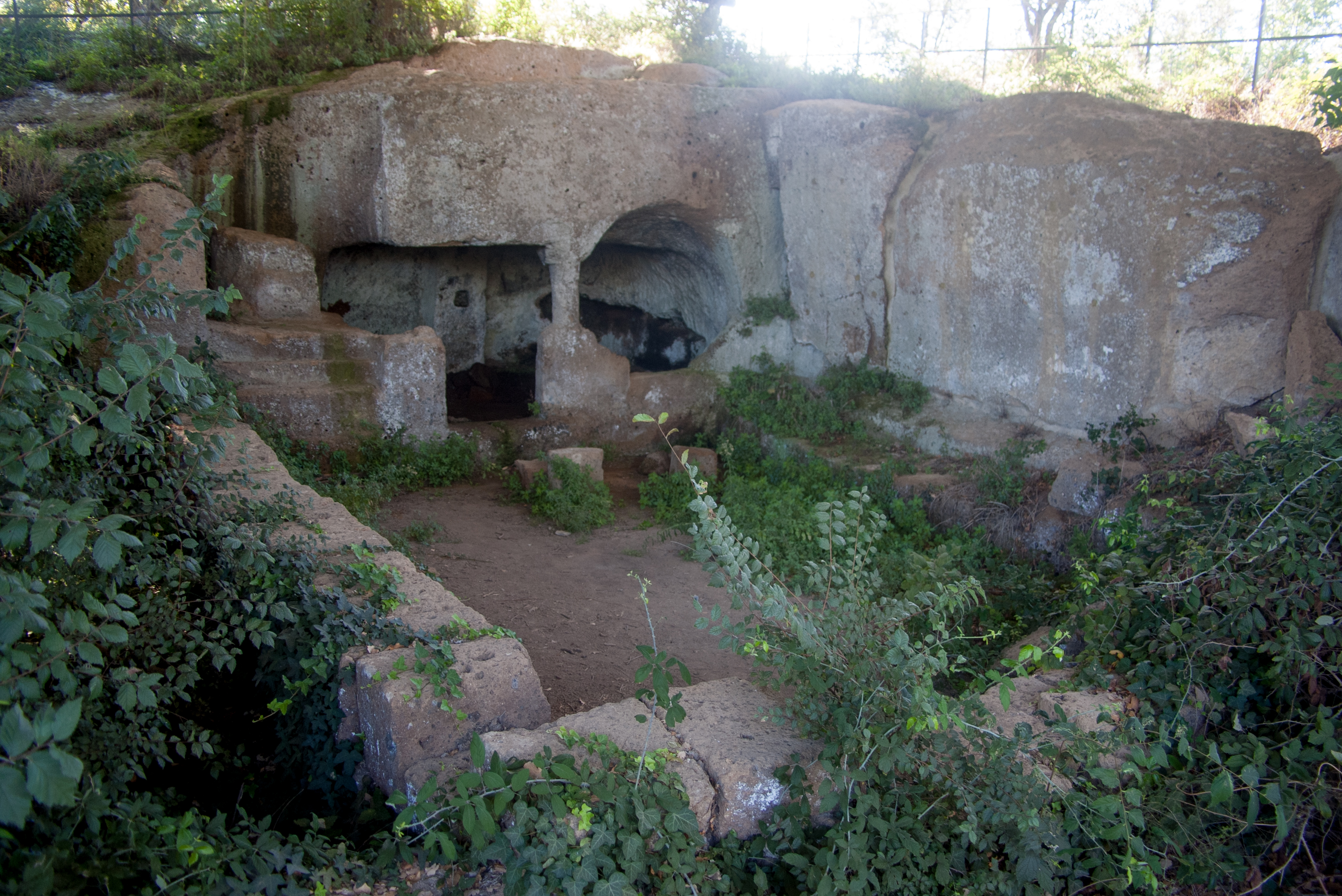
Монументальна будівля в Луні-суль-Міньйоне, муніципалітет Блера, Італія, 3500 рік до нашої ери

Поселення стали більш постійними, деякі з них мали круглі будинки з глиняної цегли з однією кімнатою. Поселення могли мати оточуючий кам'яний мур, щоб утримувати домашніх тварин усередині та ворожі племена зовні. У пізніших поселеннях з'явилися прямокутні глинобитні будинки, де сім'я жила в одній або кількох кімнатах. Знахідки поховань свідчать про культ предків зі збереженими черепами померлих. Культура Вінча можливо, створила найдавнішу систему письма. Мегалітичні храмові комплекси Джгантія вирізняються своїми гігантськими спорудами. Хоча деякі пізні євразійські неолітичні суспільства утворювали складні стратифіковані вождества або навіть держави, держави розвивалися в Євразії лише з розквітом металургії, і більшість неолітичних суспільств загалом були відносно простими та егалітарними. Більшість одягу, ймовірно, виготовлялася зі шкур тварин, на що вказують знахідки великої кількості кістяних і рогових шпильок, ідеальних для застібання шкіри. Вовняна тканина та льон могли бути доступними під час пізнього неоліту, на що вказують знахідки перфорованих каменів, які (залежно від розміру) могли служити завитками веретена або вантажами для ткацького верстата.

## Енеоліт

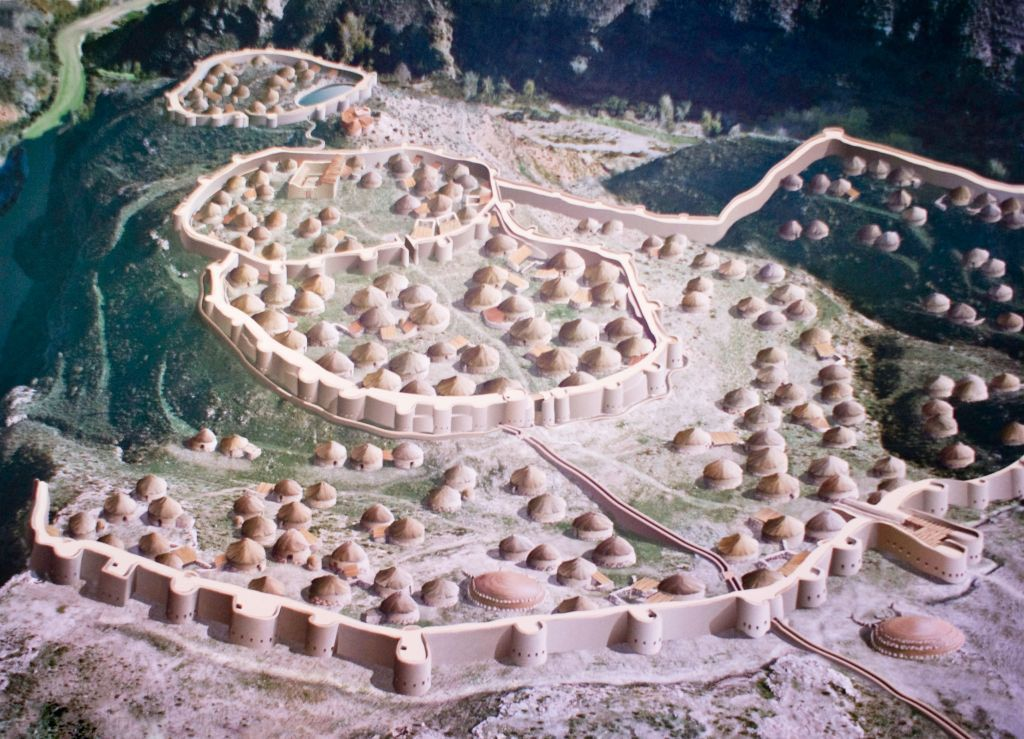
Враження художника про місто, оточене муром мідної доби, Лос-Мільярес, Піренейський півострів

В археології Старого Світу «енеоліт» або «мідна доба» (англ. chalcolithic) відноситься до перехідного періоду, коли рання металургія міді застосовувалася разом із широким використанням кам'яних знарядь. У цей період частина зброї та знарядь праці виготовлялася з міді. Цей період мав ще переважно неолітичний характер. Енеоліт є етапом бронзової доби, який передував відкриттю того, що додавання олова до міді утворює більш тверду бронзу. Мідна доба розглядається як перехідний період між кам'яною і бронзовою добою.

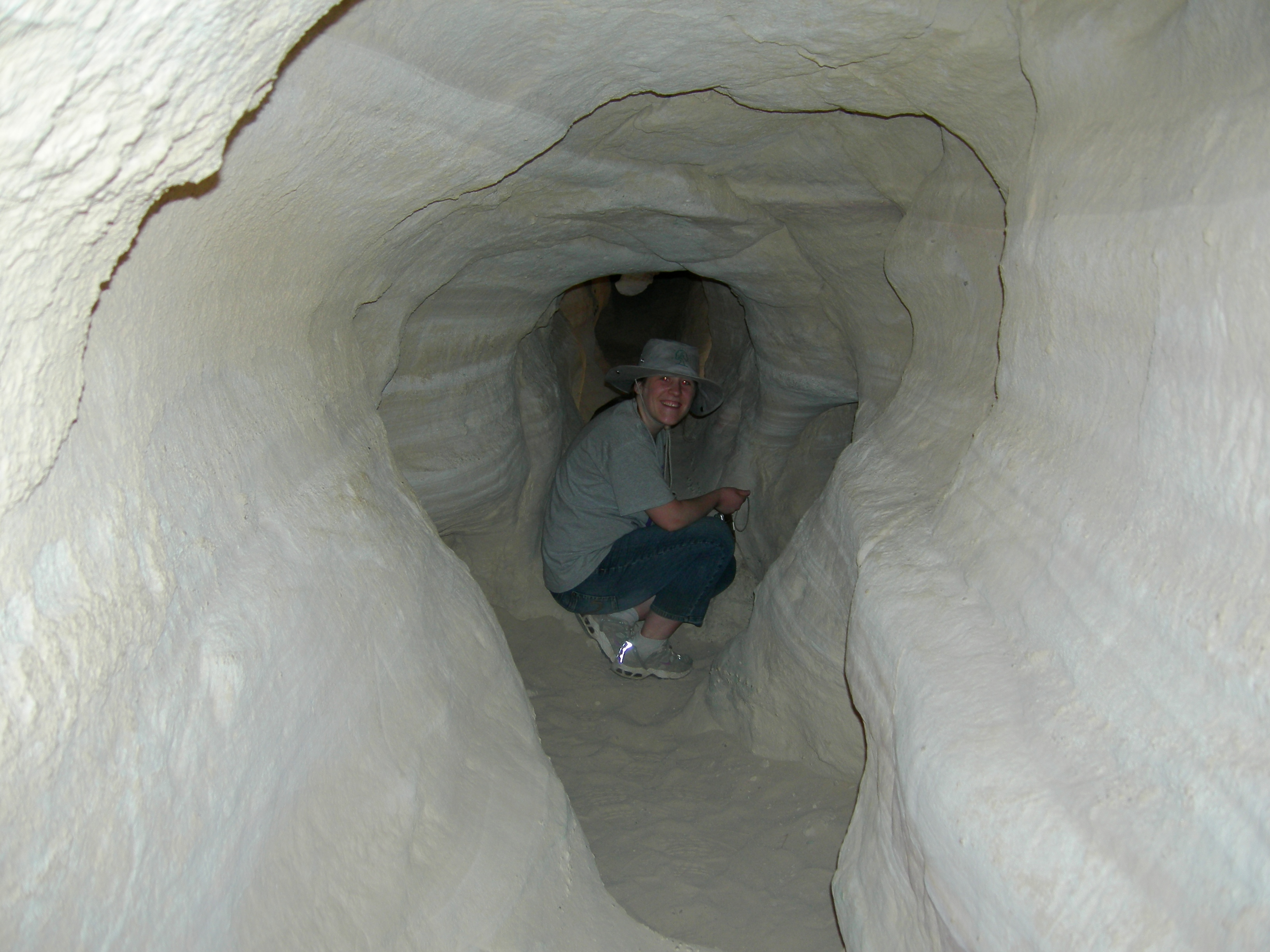
Мідний рудник доби енеоліту в долині Тімна, пустеля Негев, Ізраїль

Археологічні розкопки в Сербії містять найдавніші надійно датовані докази високотемпературного виробництва міді 7500 років тому. Знахідка 2010 року відсуває дату найдавнішої відомої виплавки міді приблизно на 800 років і свідчить про те, що виплавка міді була винайдена незалежно в деяких частинах Азії та Європи в той час, а не поширювалася з одного джерела. Поява металургії, можливо, відбулася вперше в регіоні Родючого Півмісяця, де вона дала початок бронзовій добі в 4-му тисячолітті до н.е. (традиційна точка зору), хоча знахідки з культури Вінча в Європі на даний момент достовірно датовані трохи раніше, ніж знахідки з регіону Родючого Півмісяця. Долина Тімна містить докази видобутку міді 7000 років тому. Процес переходу від неоліту до енеоліту на Близькому Сході характеризується в сукупності археологічних кам'яних знарядь зниженням видобутку та використання високоякісної сировини. Північна Африка та долина Нілу імпортували технологію виробництва заліза з Близького Сходу та в цілому слідували курсу розвитку Близького Сходу протягом бронзової та залізної доби.

## Бронзова доба

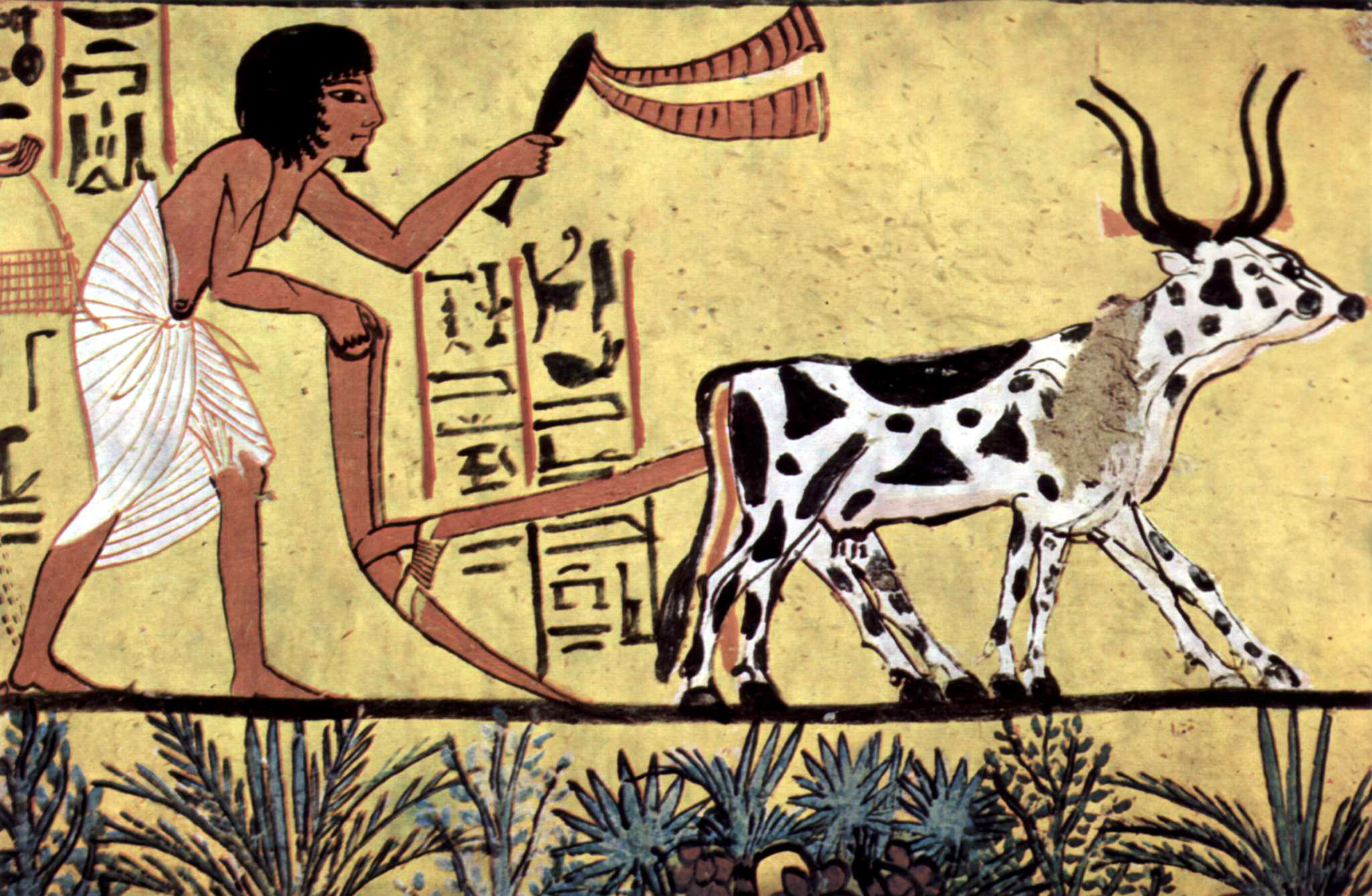
Зображення плуга, запряженого волом, з супроводжувальним текстом, Єгипет, прибл. 1200 рік до нашої ери

Бронзова доба є найдавнішим періодом, коли деякі цивілізації досягли кінця преісторії, запровадивши письменність. Бронзова доба або її частини, таким чином, вважаються частиною преісторії лише для регіонів і цивілізацій, які розробили систему зберігання письмових записів протягом пізніших періодів. Винахід писемності в деяких регіонах збігається з початком бронзової доби. Після появи писемності люди почали створювати тексти, в тому числі письмові записи адміністративних справ.
Бронзова доба відноситься до періоду розвитку людської культури, коли найдосконаліша обробка металу (принаймні систематично та широко поширена) включала методи виплавлення міді та олова з природних виходів руд, а потім їх поєднання для лиття бронзи. Ці природні руди зазвичай містять миш'як як звичайну домішку. Олов'яні руди зустрічаються рідко, про що свідчить той факт, що в Західній Азії не було олов'яної бронзи до 3000 р. до н.е. Бронзова доба є частиною археологічної періодизації преісторічних суспільств. В цій системі періодизації бронзова доба слідує за неолітом в окремих регіонах світу.
У той час як мідь є звичайною рудою, поклади олова рідко зустрічаються в Старому Світі, і олово часто доводилося вимінювати або транспортувати на значні відстані від кількох копалень, що стимулювало створення великих торговельних шляхів. У багатьох таких регіонах, іноді розділених такими великими відстанями, як Китай і Англія, новий цінний матеріал використовувався для виготовлення зброї, але довгий час він, очевидно, був недоступний для сільськогосподарських знарядь. Здається ймовірним, що значна частина бронзи була накопичена соціальними елітами, а іноді схована в екстравагантних кількостях, від китайської ритуальної бронзи та індійських схованок міді до європейських схованок невикористаних наконечників сокир.
До кінця бронзової доби в Єгипті, Китаї, Анатолії (хети) і Месопотамії виникли великі держави, чиї війська нав'язували свою волю людям з іншою культурою; їх часто називають імперіями, і всі вони мали письменність.

## Залізна доба
Залізна доба не є частиною преісторії для всіх цивілізацій, які запровадили письменність протягом бронзової доби. Більшість інших цивілізацій зробили це протягом залізної доби, часто через завоювання імперіями, які продовжували розширюватися протягом цього періоду. Наприклад, у більшій частині Європи завоювання Римською імперією означає, що після завоювання термін залізна доба замінюється на «римський», «галло-римський» і подібні терміни. Ще до завоювання багато територій мали протоісторію, оскільки про них писали письменні культури; прикладом є протоісторія Ірландії. 
В археології термін «залізна доба» відноситься до появи чорної металургії. Засвоєння технологій роботи з залізом збіглося з іншими змінами, які часто включають більш складні практики землеробства, релігійні вірування та художні стилі, що суміщає археологічну залізну добу з «осьовим часом» в історії філософії. Хоча залізна руда поширена, методи обробки металу, необхідні для використання заліза, відрізняються від тих, які були необхідні для металу, який використовувався раніше, потрібно більше тепла. Коли технічну проблему було вирішено, залізо замінило бронзу, оскільки більша кількість означала, що армії могли бути набагато легше озброєні залізною зброєю.

## Хронологія
Усі дати є приблизними та припущеними, отриманими в результаті досліджень у галузях антропології, археології, генетики, геології, чи лінгвістики. Дати можуть бути переглянуті через нові відкриття або вдосконалення розрахунків.

### Палеоліт
Нижній палеоліт
- приблизно 3,3 мільйона років тому — Найдавніші кам'яні знаряддя[21]
- приблизно 2,8 мільйонів років тому — з'являється рід Homo
- приблизно 600 тисяч років тому – мисливці і збирачі
- приблизно 400 тисяч років тому – освоєння вогню первісними людьми

Середній палеоліт
- приблизно 300 тисяч років тому – в Африці з'являються анатомічно сучасні люди[en] (Homo sapiens sapiens[en])[25], однією з характеристик яких є відсутність значного волосся на тілі порівняно з іншими приматами. Див. Джебель-Ірхуд.
- приблизно 300–30 тисяч років тому – мустьєрська (неандертальська) культура в Європі[51].
- приблизно 170–83 тисяч років тому – винахід одягу[52].
- приблизно 75 тисяч років тому – cупервиверження вулкана Тоба[53].
- приблизно 80–50 тисяч років тому – Homo sapiens виходить з Африки єдиною популяцією[54][55]. У наступні тисячоліття нащадки цієї популяції мігрують до південної Індії, Малайських островів[en], Австралії, Японії, Китаю, Сибіру, Аляски та північно-західного узбережжя Північної Америки[55].
- приблизно 80–50? тисяч років тому – поведінкова сучасність, яка на той час включала мовлення та розвинені когнітивні здібності

Пізній палеоліт
- приблизно 45 тисяч років тому / 43 тисячі р. до н.е. – початок шательперонської культури у Франції.
- приблизно 40 тисяч років тому / 38 тисяч р. до н.е. – перше людське поселення в південній половині австралійського материка[en], створене корінними австралійцями● (включаючи майбутні міста Сідней[56][57], Перт[58] і Мельбурн[59])
- приблизно 32 тисяч років тому / 30 тисяч р. до н.е. – початок оріньяцької культури, представленої наскельними малюнками («парієтальне мистецтво[en]») у печері Шове у Франції.
- приблизно 30 500 років тому / 28 500 р. до н. е. — Нова Гвінея заселена колоністами з Азії чи Австралії[60].
- приблизно 30 000 років тому / 28 000 р. до н. е. — стадо північних оленів забите людьми в долині Везере на території сучасної Франції[61].
- приблизно 28 000–20 000 років тому – період ґраветтської культури у Європі. Винайдено гарпуни, голки та пилки.
- приблизно 26 500 років тому – останній льодовиковий максимум. Згодом лід тане і льодовики знову відступають. Протягом цього останнього періоду люди повертаються до Західної Європи (див. мадленська культура) і вперше проникають у Північну Америку зі Східного Сибіру (див. Палеоіндіанці, культура Кловіс та заселення Американського континенту).
- приблизно 26 000 років тому / 24 000 р. до н.е. – люди в різних регіонах світу використовують волокна для виготовлення дитячих переносок, одягу, сумок, кошиків і сіток[62].
- приблизно 25 000 років тому / 23 000 р. до н.е. – засновано поселення, що складається з хатин, побудованих зі скель і кісток мамута в місцевості поблизу сучасного муніціпалітету Dolní Věstonice[en], Моравія, Чехія. Це найдавніше постійне поселення людини, знайдене археологами[63].
- приблизно 23 000 років тому  / 21 000 р. до н.е. – невелике пробне вирощування рослин в Охало II[en], осілому таборі мисливців-збирачів на березі Тиверіадського озера, Ізраїль[64].
- приблизно 16 000 років тому / 14 000 р. до н.е. – зубр (бізон), виліплений із глини глибоко всередині печери, яка тепер відома як Le Tuc d'Audoubert, у французьких Піренеях поблизу місця, яке зараз є кордоном Іспанії[65].
- приблизно 14 800 років тому / 12 800 р. до н.е. – у Північній Африці починається вологий період. Регіон, який пізніше стане Сахарою, вологий і родючий, а водоносні горизонти повні[66].

### Мезоліт/Епіпалеоліт
- прибл. від 12 500 до 9 500 р. до н.е. – натуфійська культура: культура осілих мисливців-збирачів, які, ймовірно, вирощували жито в Леванті (Східне Середземномор'я)

### Неоліт
- прибл. 9400–9200 р. до н.е. – інжир партенокарпічного (і, отже, стерильного) типу культивується в поселенні раннього неоліту Гілгал І[en] (в Йорданській долині, 13 км на північ від Єрихону). Знахідка передувала одомашнюванню пшениці, ячменю, та бобових, і, таким чином, могла бути першим відомим прикладом сільського господарства[67][68][69].
- прибл. 9000 р. до н.е. – кола з Т-подібних кам'яних стовпів встановлені в Гебеклі-Тепе, регіоні Південно-Східної Анатолії в Туреччині в період докерамічного неоліту A. Вважається, що ще не розкопані споруди на цьому місці відносяться до епіпалеоліту.
- прибл. 8000 років тому / 7000 р. до н.е – у північній Месопотамії, сучасному північному Іраку, починається вирощування ячменю та пшениці. Спочатку їх використовують для виробництва пива, каші[en] та супу, згодом для виробництва хліба[70]. У ранньому землеробстві в цей час використовується саджальна палиця, але в наступні століття її замінює примітивний плуг[71]. Приблизно в цей час в Єрихоні була побудована кругла кам'яна вежа, частина якої висотою близько 8,5 метрів і діаметром 8,5 метрів збереглася до нашого часу[72].

### Енеоліт
- прибл. 3700 р. до н. е. – у Шумері з'являється піктографічна протописемність[en], відома як протоклинопис, і починають зберігатися записи. На думку більшості фахівців, перша месопотамська писемність (фактично ще піктографічна протописемність на цьому етапі) була інструментом для запису, який мало пов’язаний з розмовною мовою[73].
- прибл. 3300 р. до н. е. – приблизна дата смерті «Етці на прізвисько Iceman», знайденого в льоду в Ецтальських Альпах у 1991 році. Разом із трупом виявлена сокира з мідним лезом, що є характерною технікою цієї епохи.
- прибл. 3100 р. до н. е. – побудовано Скара-Брей. Це кам'яне село складалося з десяти згрупованих будинків з кам'яними вогнищами, ліжками, шафами та старовинною каналізаційною системою. Село було заселене протягом 600 років, перш ніж було покинуто прибл.  в 2500 р. до н.е.
- прибл. 3000 р. до н. е. – початок будівництва Стоунгенджа. У своїй першій версії він складався з круглого рову та насипу з 56 дерев'яними стовпами[74].
- прибл. 3000 р. до н. е. – експансія ямної культури з Понтійсько-Каспійського степу до Європи та Азії. Вважається, що ці міграції поширили предків скотарів Ямного Степу та індоєвропейські мови на значних частинах Євразії[75].

## За регіонами
Старий Світ
- Доісторична Африка[en]
  - Доісторичний Єгипет

Спрощена філогенія Homo sapiens за останні два мільйони років

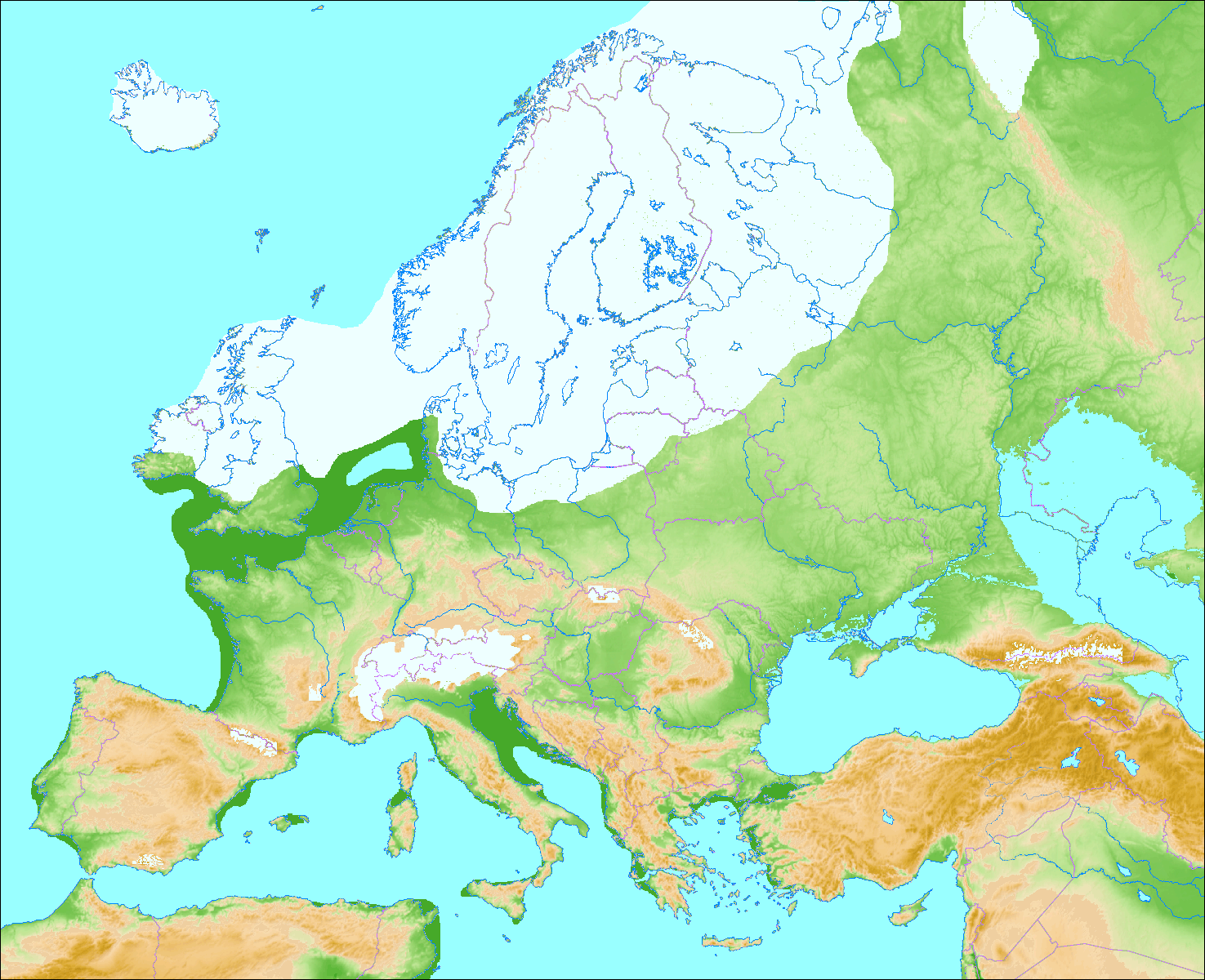
Карта Європи під час Вюрмського зледеніння 70–20 тис. років тому

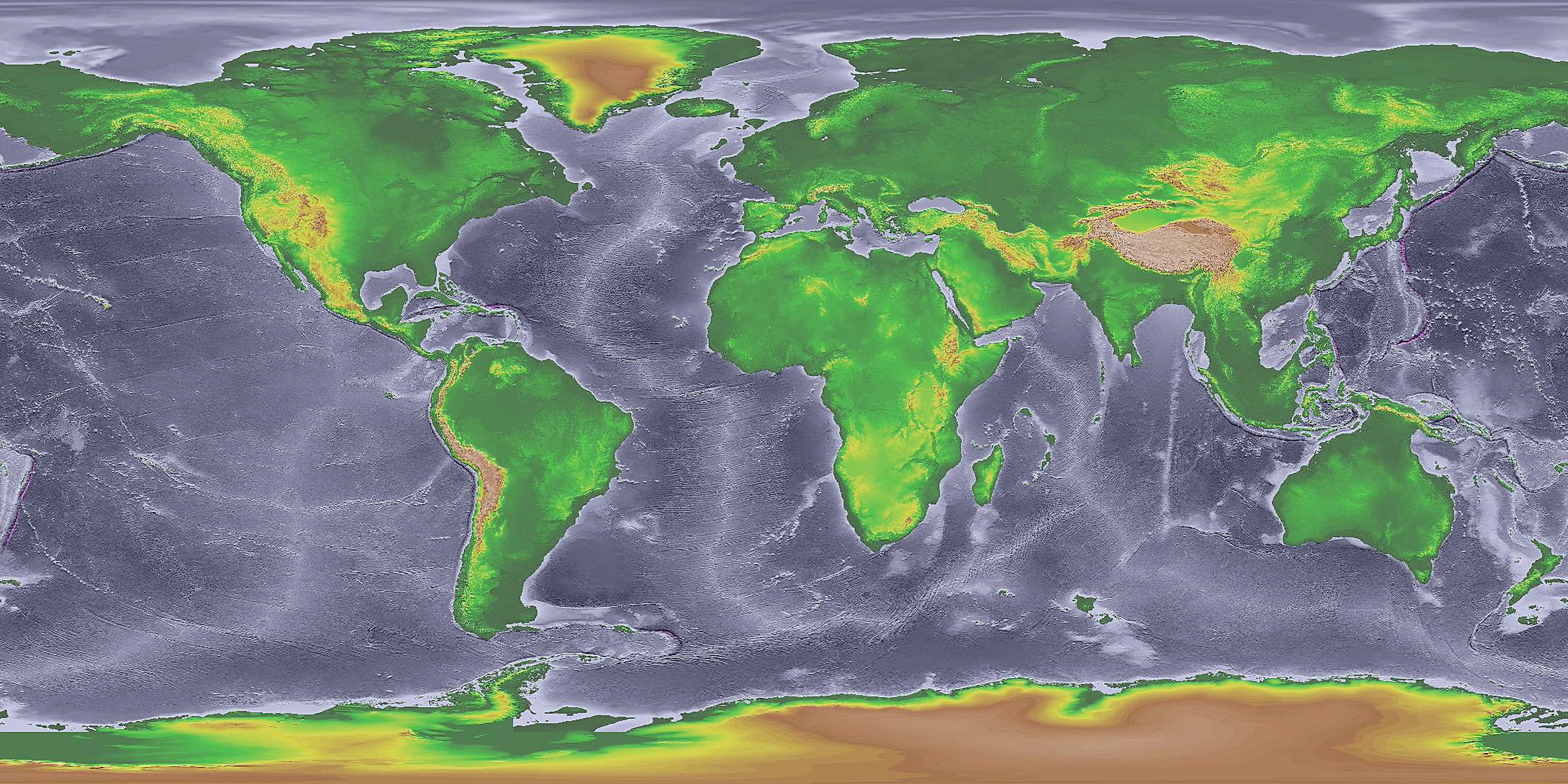
Глобальний рівень моря під час останнього льодовикового періоду

Карта світу за 2000 р. до н. е., на якій зображена зона виробництва бронзи

  - Доісторична Північна Африка[en]
- Доісторична Азія[en]
  - Східна Азія:
    - Доісторичний Китай
    - Доісторична Корея
    - Палеоліт Японії
    - Бронзова доба в Східній Азії
    - Бронзова доба в Китаї

  - Південна Азія
    - Преісторія Індії
    - Кам'яна доба в Південній Азії
    - Доісторична Шрі-Ланка

  - Преісторія Середньої Азії[en]
  - Преісторія Сибіру[en]
  - Південно-Східна Азія:
    - Доісторична Індонезія
    - Доісторичний Таїланд[en]

  - Південно-Західна Азія (Близький Схід)
    - Преісторія Ірану[en]
    - Оріньяцька культура
    - Натуфійська культура
    - Убейдська культура
    - Культура Урук
    - Стародавній Близький Схід
- Доісторична Європа
  - Доісторичний Кавказ[en]
    - Доісторична Грузія
    - Доісторична Вірменія

  - Палеоліт Європи[en]
  - Неоліт Європи
  - Бронзова доба Європи[en]
  - Залізна доба Європи[en]
  - Атлантична Європа
    - Доісторична Британія
    - Доісторична Ірландія
    - Доісторична Іберія[en]

  - Доісторичні Балкани[en]

Новий світ
- Доколумбова ера
  - Доісторичні культурні підрозділи південного заходу Північної Америки[en]
  - 2 тисячоліття до нашої ери в історії Північної Америки
  - 1-е тисячоліття до нашої ери в преісторії Північної Америки[en]
  - 1-е тисячоліття в преісторії Північної Америки[en]
  - Преісторія Ньюфаундленду і Лабрадору[en]
  - Преісторія Канадського моря[en]
  - Преісторія Квебеку[en]
- Океанія
  - Доісторична Австралія